# Elvis: As Recorded Live on Stage in Memphis
| Recensione           | Giudizio |
| -------------------- | -------- |
| AllMusic             | [ 1 ]    |
| Mojo (ristampa 2014) | [ 2 ]    |
| MusicHound           | [ 3 ]    |
| Rough Guides         | [ 4 ]    |

Elvis: As Recorded Live on Stage in Memphis è un album dal vivo di Elvis Presley pubblicato dalla RCA Records nel 1974 e registrato il 20 marzo 1974, durante un concerto al Mid-South Coliseum di Memphis, Tennessee, la città in cui abitò e dove incominciò la sua carriera alla Sun Records.

## Descrizione
La casa di Elvis, Graceland, è raffigurata sulla copertina del disco. Elvis vinse il suo terzo Grammy Award per l'interpretazione del brano gospel How Great Thou Art incluso in quest'album.
La versione live di Let Me Be There presente sull'album fu in seguito riutilizzata, data la scaristà di nuovo materiale disponibile, come riempitivo per l'ultimo disco in studio di Presley, Moody Blue.
Il disco è uno dei pochi album di Presley da lui pubblicati in vita dove in copertina non compaia la sua immagine.
Anche se non fu un notevole successo di critica, e generalmente viene considerato il meno riuscito dei suoi dischi live, l'album raggiunse la seconda posizione nella classifica riservata alla musica country ed entrò nella top 40 dei dischi più venduti negli Stati Uniti, ultimo disco a raggiungere tale posizione fino a Moody Blue nel 1977.

## Tracce
1. See See Rider (Tradizionale, arrang. Presley)
2. I Got a Woman (Ray Charles, Renald Richard)
3. Love Me (Jerry Leiber e Mike Stoller)
4. Tryin' to Get to You (Rose Marie McCoy, Charlie Singleton)
5. Medley: 
  1. Long Tall Sally (Enotris Johnson, Robert Blackwell, Richard Penniman)
  2. Whole Lotta Shakin' Goin' On (Dave "Curlee" Williams, Sunny David)
  3. Your Mama Don't Dance (Kenny Loggins, Jim Messina)
  4. Flip Flop and Fly
  5. Jailhouse Rock (Jerry Leiber, Mike Stoller)
  6. Hound Dog (Jerry Leiber, Mike Stoller)
6. Why Me Lord? (Kris Kristofferson)
7. How Great Thou Art (Stuart K. Hine)
8. Blueberry Hill - I Can't Stop Loving You (Al Lewis, Vincent Rose, Larry Stock - Don Gibson)
9. Help Me (Larry Gatlin)
10. An American Trilogy (Mickey Newbury)
11. Let Me Be There (John Rostill)
12. My Baby Left Me (Arthur Crudup)
13. Lawdy Miss Clawdy (Lloyd Price)
14. Can't Help Falling in Love (George David Weiss, Hugo Peretti, Luigi Creatore)
15. Closing Vamp (Presley)

## Formazione
- Elvis Presley - voce, chitarra
- James Burton - chitarra solista
- Charlie Hodge - chitarra
- John Wilkinson - chitarra
- Glen D. Hardin - pianoforte
- J.D. Sumner & The Stamps - cori
- Kathy Westmoreland - cori
- The Sweet Inspirations - cori
- Duke Bardwell - basso
- Ronnie Tutt - batteria
- Ingegneri del suono - Gus Mossler, Larry Schnapf, Mike Moran, Ronnie Olson
- Produttore esecutivo - Elvis Presley

## Ristampe
Nel 2004 la FTD Records ha ristampato Elvis Recorded Live on Stage in Memphis in versione ampliata contenente l'intero concerto, includendo diversi brani che erano stati tagliati dall'originale LP del 1974 come Suspicious Minds e Polk Salad Annie. Il 17 marzo 2014 la Sony/RCA Legacy ha ripubblicato l'album in versione doppio CD. Il primo disco contiene la versione FTD del 2004, lo show completo al Mid-South Coliseum. Il secondo disco consiste di un concerto pressoché identico registrato al Richmond Coliseum due giorni prima. Inoltre sono incluse delle incisioni di prova in studio dell'agosto 1974 recentemente riscoperte. In questa versione, il doppio CD ha raggiunto la posizione numero 74 nella UK Albums Chart britannica.

### Follow That Dream (2004)
1. Also sprach Zarathustra (previously unissued)
2. See See Rider
3. Medley: I Got A Woman / Amen
4. Love Me
5. Tryin' To Get To You
6. All Shook Up (previously unissued)
7. Steamroller Blues (previously unissued)
8. Medley: Teddy Bear / Don't Be Cruel (previously unissued)
9. Love Me Tender (previously unissued)
10. Medley: Long Tall Sally / Whole Lotta Shakin' Goin' On / Mama Don't Dance / Flip, Flop and Fly / Jailhouse Rock / Hound Dog
11. Fever (previously unissued)
12. Polk Salad Annie (previously unissued)
13. Why Me Lord

1. How Great Thou Art
2. Suspicious Minds (previously unissued)
3. Introductions (previously unissued)
4. Medley: Blueberry Hill / I Can't Stop Loving You
5. Help Me
6. An American Trilogy
7. Let Me Be There
8. My Baby Left Me
9. Lawdy Miss Clawdy
10. Funny How Time Slips Away (previously unissued)
11. Can't Help Falling In Love
12. Closing Vamp

### Ristampa 2014
CD 1
Stesse tracce della ristampa Follow That Dream 2004
CD 2
1. Also Sprach Zarathustra
2. See See Rider
3. Medley: I Got a Woman / Amen
4. Love Me
5. Tryin' to Get to You
6. All Shook Up
7. Steamroller Blues
8. Medley: (Let Me Be Your) Teddy Bear / Don't Be Cruel
9. Love Me Tender
10. Medley: Long Tall Sally / Whole Lotta Shakin' Goin' On / Mama Don't Dance / Flip, Flop and Fly / Jailhouse Rock / Hound Dog
11. Fever
12. Polk Salad Annie
13. Why Me Lord

1. Suspicious Minds
2. Introductions
3. I Can't Stop Loving You
4. Help Me
5. An American Trilogy
6. Let Me Be There
7. Funny How Time Slips Away
8. Can't Help Falling in Love
9. Closing Vamp
10. Down in the Alley (previously unissued rehearsal)
11. Good Time Charlie's Got the Blues (previously unissued rehearsal)
12. Softly As I Leave You (previously unissued rehearsal)
13. The First Time Ever I Saw Your Face (previously unissued rehearsal)
14. The Twelfth of Never (previously unissued rehearsal)